# Šentjanž, Rečica ob Savinji
Šentjanž este o localitate din comuna Rečica ob Savinji, Slovenia, cu o populație de 224 de locuitori.